# Foglia polimerica
Per foglia polimerica si indica, nel settore del mobile, un rivestimento di PVC o PET usato per la produzione di pannelli ed ante.
Esistono foglie polimeriche di vario tipo e prodotte con varie mescole plastiche, ma il materiale più usato risulta essere il PVC, solitamente in foglie con spessore variabile da 0.3 a 0.9 mm. Le foglie polimeriche vengono prodotte sia in tinte unite che riportanti stampe del legno. 
Si diversificano dai laminati plastici in quanto le foglie polimeriche si deformano e si stirano mentre i laminati termoplastici diventano flessibili ma non si stirano. Questa importante caratteristica è usata nel cosiddetto campo del rivestimento 3D.
Per rivestire un'anta si parte sagomando da un pannello in MDF (più liscio ed uniforme del truciolare) un'anta. L'anta viene poi cosparsa di colla (solitamente PUR o vinilica) su cui viene steso un foglio di polimerico. L'anta è quindi premuta in una pressa a membrana, che scalda ed espelle l'aria in eccesso facendo aderire il foglio. Infine si procede a rifilare gli sfridi di plastica sporgenti dall'anta.
Il risultato è un'anta che imita in maniera molto realistica una vera anta in legno, in quanto non sono presenti fessure e bordature anche con ante bugnate o di forma piuttosto complessa. 
Il PVC ha una resistenza al graffio nettamente inferiore al laminato e per questo motivo non è usato per piani d'appoggio ma solo per superfici verticali o poco sollecitate; rispetto al legno verniciato ha comunque una resistenza equivalente ed offre costi sicuramente inferiori ed omogeneità di colori e materiali. La foglia inoltre offre una buona superficie per ulteriori verniciature, quindi non è infrequente che un'anta rivestita in PVC venga poi anche riverniciata con le stesse vernici del legno.
Dato che il PVC, se bruciato a basse temperature, può sprigionare diossina e composti pericolosi del cloro, si sta affiancando all'uso di foglie in PVC anche l'utilizzo di altre materie termoplastiche quali soprattutto il PET, considerato più ecologico.